# Gangkofen
Gangkofen è un comune tedesco di 6 539 abitanti, situato nel land della Baviera.